# Затон (Нижегородская область)
Зато́н — посёлок в Краснобаковском районе Нижегородской области. Входит в состав городского поселения Рабочий посёлок Красные Баки.

## География
Посёлок находится на берегу левобережной старицы реки Ветлуга.

### Часовой пояс
Посёлок Затон, как и вся Нижегородская область, находится в часовой зоне МСК (московское время). Смещение применяемого времени относительно UTC составляет +3:00.

## Население
| 2002 | 2010 |
| ---- | ---- |
| 346  | ↘242 |